# Austrotinodes cubanus
Austrotinodes cubanus är en nattsländeart som beskrevs av Kumanski 1987. Austrotinodes cubanus ingår i släktet Austrotinodes och familjen trattnattsländor. Inga underarter finns listade i Catalogue of Life.